# كأس العالم لكرة الماء فينا 1995
كأس العالم لكرة الماء (فينا) 1995 كان الموسم التاسع من كأس فينا، ونظمت من قبل الاتحاد الدولي للسباحة (FINA). وجرت المنافسات في أتلانتا، الولايات المتحدة.
وتوج منتخب المجر بكأس البطولة. فيما حل منتخب إيطاليا في المركز الثاني، ومنتخب روسيا في المركز الثالث.

## الترتيب النهائي
| الترتيب | الفريق           |
| ------- | ---------------- |
| الأول   | المجر            |
| الثاني  | إيطاليا          |
| الثالث  | روسيا            |
| 4.      | الولايات المتحدة |
| 5.      | إسبانيا          |
| 6.      | اليونان          |
| 7.      | هولندا           |
| 8.      | كرواتيا          |

| كأس العالم لكرة الماء فينا 1995 |
| ------------------------------- |
| · المجر · للمرة الثانية         |